# Bayou des Allemands
Le Bayou des Allemands ou Bayou Des Allemands est un cours d'eau situé en Louisiane. Le bayou Des Allemands est à la limite des deux paroisses de Saint-Charles et de La Fourche.

## Géographie
Le Bayou des Allemands commence son parcours au lac des Allemands dont il est le principal émissaire. Il s'écoule depuis la baie des Deux Chênes en direction de l'Est et traverse, à mi-chemin de son parcours, la ville Des Allemands. Le bayou s'élargit formant le Petit Lac des Allemands, puis le cours se sépare ensuite en deux bras sur quelques kilomètres, à la hauteur de la localité de Bayou Gauche, formant une île avant de se reformer en un seul lit et aller se jeter dans le lac Salvador après un parcours d'une quarantaine de kilomètres. Ses eaux vont aller rejoindre la baie de Barataria et le golfe du Mexique.

## Histoire
En 1717, pour se lancer lui-même dans le grand commerce avec l'outre-mer, John Law de Lauriston crée la Compagnie d'Occident, après avoir racheté la Compagnie du Mississippi, créée en 1713 par le financier Antoine Crozat et responsable de la mise en valeur de la grande Louisiane française. Une vaste opération de propagande en faveur de la colonisation française de l'Amérique est lancée, et attirent en Louisiane des Alsaciens, des Lorrains et même des Suisses alémaniques qui fondent la ville Des Allemands dans cette région qui prendra le surnom de "Côte des Allemands".

## Liens externes

Le Bayou des Allemands et au loin le "Petit Lac Des Allemands".